# Taneczna plaga (1518)

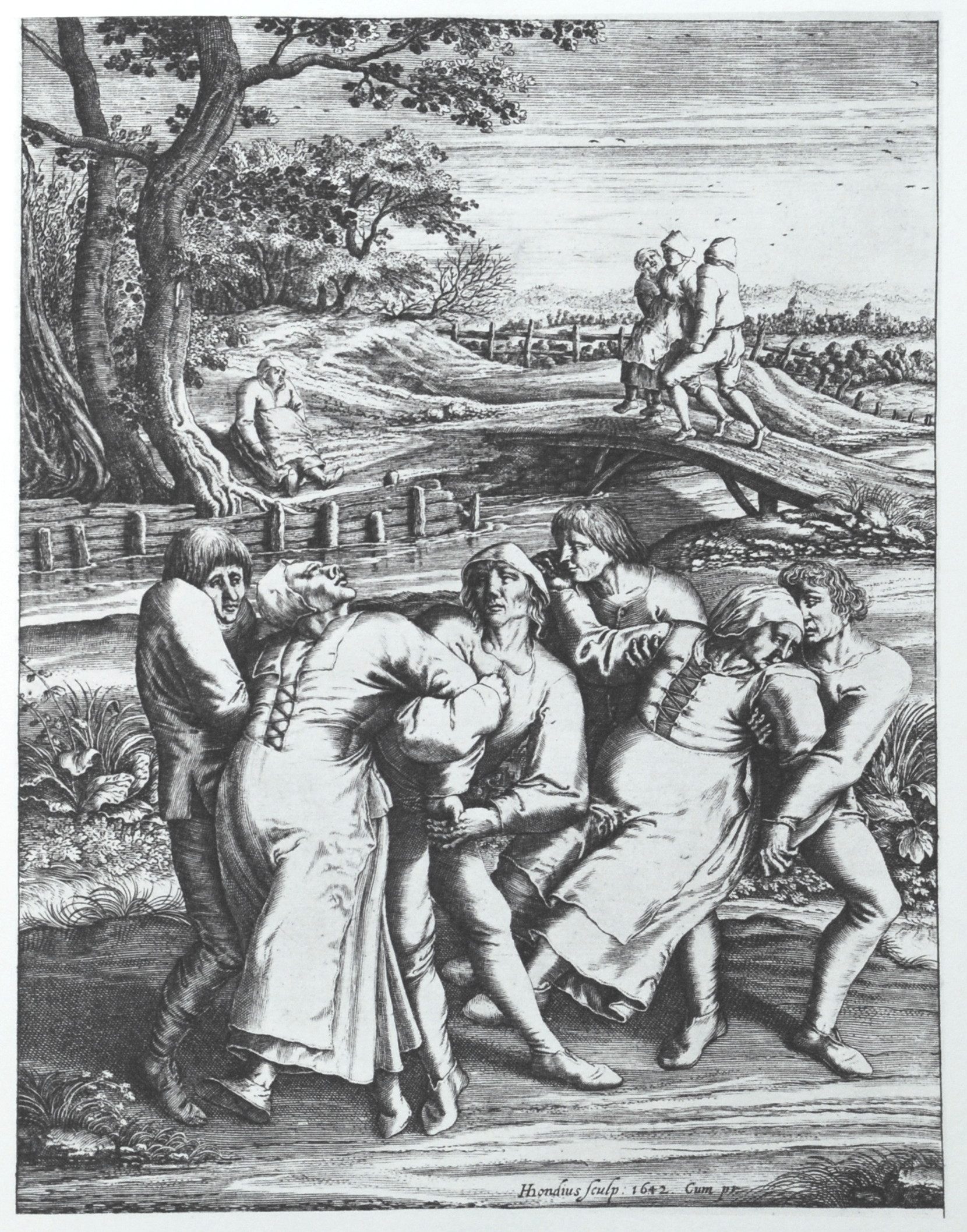
Ryt Hendrika Hondiusa przedstawiający trzy kobiety dotknięte plagą. Praca bazuje na oryginalnym rysunku Pietera Bruegela, który rzekomo był naocznym świadkiem kolejnego wybuchu plagi w roku 1564 we Flandrii

Taneczna plaga (lub epidemia tańca) roku 1518 była jednym z przypadków choreomanii. Dotknęła dość liczne grono osób (szacuje się, że było to około 400 tańczących) w Strasburgu (Alzacja, ówcześnie część Świętego Cesarstwa Rzymskiego) w lipcu 1518 roku. Wiele osób tańczyło przez wiele dni bez odpoczynku, wskutek czego po około miesiącu trwania plagi odnotowano śmierć niektórych z nich z powodu ataku serca, udaru mózgu czy ogólnego wycieńczenia organizmu.

## Przebieg
Wybuch plagi nastąpił w lipcu 1518 roku, kiedy to kobieta imieniem Troffea zaczęła tańczyć na jednej z ulic Strasburga. Trwało to od czterech do sześciu dni. Kiedy minął tydzień, do tańczącej Troffei dołączyły kolejne 34 osoby. Po miesiącu na ulicach miasta tańczyło około 400 osób. Niektóre z tych osób zmarły z różnych przyczyn, a najczęstszymi powodami śmierci były: atak serca, udar mózgu czy wycieńczenie organizmu.
Dokumenty historyczne, włączając w to „zapiski lekarzy, kazania księży, lokalne i regionalne kroniki, a także notatki sporządzone przez urzędników rady miasta Strasburg” jednoznacznie wskazują, że to wydarzenie rzeczywiście miało miejsce, a według źródeł historycznych „jednoznaczne jest to, że [ofiary] tańczyły”. Jednocześnie nie są znane jednoznaczne powody dlaczego ci ludzie tańczyli, co u niektórych zakończyło się śmiercią. Nie można w tym przypadku także mówić o drgawkach, drżeniach czy konwulsjach, gdyż ludzie „zachowywali się jak w transie; ich ręce i nogi wykonywały ruchy jakby taniec miał być celowy i kontrolowany”.
Wraz z intensyfikacją zjawiska zaniepokojona szlachta poczęła szukać ratunku u miejscowych lekarzy, którzy to z kolei wykluczyli astrologiczne czy nadprzyrodzone determinanty tego fenomenu, jednocześnie stwierdzając, że owa plaga jest „naturalnym schorzeniem”, a jej przyczyną jest „gorąca krew”. Jednak zamiast próbować leczyć „zarażonych” upuszczaniem krwi (co wydawać by się mogło prawidłowym zabiegiem – jak na tamte czasy – przy tego typu diagnozie), pośrednio zachęcano ich do kontynuowania tańca, udostępniając im dwie sale zebrań cechów oraz rynek zbóż, a nawet konstruując drewnianą scenę. Tego typu próby rozwiązania problemu tłumaczono wiarą w to, że tańczący zdołają wyzdrowieć tylko wtedy, kiedy będą tańczyli nieprzerwanie dzień i noc. Aby zwiększyć skuteczność specyficznej kuracji, władze opłacały muzyków, aby ci grą utrzymywali dotkniętych plagą w ruchu. Pojedynczych tancerzy zabrano do miejscowej świątyni, gdzie próbowano znaleźć lekarstwo na ich przypadłość. 
Jedna z teorii mówi, jakoby tancerze mieli wykonywać ekstatyczny rytuał jednej z heretyckich sekt, jednak John Waller podważa ten argument stwierdzając, że „nie ma żadnych dowodów na to, że tańczący chcieli tańczyć [z własnej woli]. Wręcz przeciwnie, wyrażali oni strach i rozpacz.”.